# Kampfbund um Erich Prenzlau/Mitgliederliste
Diese Liste ist eine Aufstellung der Mitglieder des Kampfbundes um Erich Prenzlau. Sie erhebt keinen Anspruch auf Vollständigkeit.
| Name                             | Gruppe, Parteien, Gewerkschaften                             | Geburtsort                         | Geburtsjahr    | Sterbejahr | Sterbeort          | Beruf                                                          | Anmerkung, Bemerkung, Sterbeursache                                          | Untergruppe | Beleg                   |
| -------------------------------- | ------------------------------------------------------------ | ---------------------------------- | -------------- | ---------- | ------------------ | -------------------------------------------------------------- | ---------------------------------------------------------------------------- | ----------- | ----------------------- |
| Alfred Betkerowitsch             | Kampfbund (KB)                                               | Berlin                             | 1901           | 1944       |                    | Kontrolleur                                                    | (2. Weltkrieg nicht überlebt)                                                |             | [ 1 ]                   |
| Friedrich Blietz                 | Kampfbund (KB)                                               | Anklam                             | 1908 oder 1905 | 1944       |                    | Revisor                                                        | (2. Weltkrieg nicht überlebt)                                                |             | [ 1 ]                   |
| Bruno Braun                      | Kampfbund (KB) / Checken!                                    |                                    |                |            |                    | Dreher                                                         |                                                                              |             | [ 2 ]                   |
| VN? Dawiß                        | Kampfbund (KB)                                               |                                    |                |            |                    | Arbeiter                                                       |                                                                              |             | [ 3 ]                   |
| Wilhelm Drewitz                  | Kampfbund (KB), Arbeitersport                                | Briesen (Kreis Luckau)             | 1895           |            |                    | Fräser, Landarbeiter                                           |                                                                              | Niederlehme | [ 1 ]                   |
| Artur Deutschmann                | Kampfbund (KB) / Checken!                                    |                                    |                |            |                    |                                                                |                                                                              |             | [ 2 ]                   |
| Gustav Dziobaka                  | Kampfbund (KB)                                               |                                    | 1892           | 1944       | Brandenburg-Görden | Bierfahrer                                                     | (2. Weltkrieg nicht überlebt, Führungsperson im Kampfbund)                   |             | [ 1 ] [ 2 ]             |
| Alfred Eschricht                 | Kampfbund (KB)                                               |                                    |                |            |                    |                                                                | (2. Weltkrieg überlebt)                                                      |             | [ 2 ]                   |
| Otto Grabowski (Wildau)          | Kampfbund (KB)                                               |                                    | 1901           | 1944       | Brandenburg-Görden | Dreher                                                         | (2. Weltkrieg nicht überlebt, hingerichtet)                                  |             | [ 1 ]                   |
| Werner Gutsche                   | Kampfbund (KB), Deutscher Metallarbeiterverband              | Berlin                             | 1910           | 1944       | Brandenburg-Görden | Mechaniker, Konstrukteur, Maschinenschlosser                   | (2. Weltkrieg nicht überlebt)                                                | Niederlehme | [ 1 ]                   |
| Max Hänsel                       | Kampfbund (KB)                                               |                                    |                |            |                    |                                                                |                                                                              |             | [ 1 ]                   |
| Erich Häumann                    | Kampfbund (KB)                                               | Berlin                             | 1907           | 1992       |                    | Metallbohrer                                                   | (2. Weltkrieg überlebt)                                                      |             | [ 1 ] [ 3 ]             |
| Hedwig Hellwig                   | Kampfbund (KB)                                               |                                    | 1897           |            |                    | Maschinenarbeiterin                                            |                                                                              |             | [ 3 ]                   |
| August Herrmann                  | Kampfbund (KB)                                               |                                    | 1912           |            |                    |                                                                |                                                                              | Genshagen   | [ 1 ] [ 3 ]             |
| Wilhelm Jakob                    | Kampfbund (KB)                                               |                                    | 1870           | 1944       |                    | Rentner                                                        | (2. Weltkrieg nicht überlebt, Führungsperson im Kampfbund)                   | Wildau      | [ 1 ]                   |
| Ernst Jessen                     | Kampfbund (KB)                                               |                                    | 1886           | 1944       |                    | Pantinenschuster, Inhaber eines Pantoffelladens                | (2. Weltkrieg nicht überlebt)                                                |             | [ 1 ] [ 2 ]             |
| Fritz Kannenberg                 | Kampfbund (KB)                                               | Berlin                             | 1897           | 1945       | ZH Sonnenburg      | Maschinenschlosser                                             | (2. Weltkrieg nicht überlebt)                                                |             | [ 1 ]                   |
| VN? Kaschewski                   | Kampfbund (KB)                                               |                                    |                |            |                    |                                                                |                                                                              | Genshagen   | [ 3 ]                   |
| Fritz Klabunde                   | Kampfbund (KB)                                               |                                    | 1904           |            |                    | Einrichter                                                     |                                                                              | Genshagen   | [ 1 ] [ 3 ]             |
| Fritz Klimmek                    | Kampfbund (KB) / Checken!                                    |                                    |                |            |                    |                                                                |                                                                              |             | [ 2 ]                   |
| Erich Krause                     | Kampfbund (KB)                                               | Hagen                              | 1905           | 1944       | Brandenburg-Görden | Dreher                                                         | (2. Weltkrieg nicht überlebt, hingerichtet)                                  |             | [ 1 ] [ 2 ]             |
| Friedrich Krummel                | Kampfbund (KB), SPD, KPD, Deutscher Transportarbeiterverband | Neuenrode Krs. Witzenhausen        | 1886           | 1944       | Brandenburg-Görden | Transportarbeiter                                              | (2. Weltkrieg nicht überlebt)                                                |             | [ 1 ] [ 4 ]             |
| Ernst Kühn                       | Kampfbund (KB)                                               |                                    | 1902           | 1944       | Brandenburg-Görden | Werkzeugdreher                                                 | (2. Weltkrieg nicht überlebt, Führungsperson im Kampfbund)                   |             | [ 1 ]                   |
| Arthur Ladwig „Atze“             | Kampfbund (KB)                                               | Berlin                             | 1902           | 1944       | Brandenburg-Görden | Metallarbeiter                                                 | (2. Weltkrieg nicht überlebt)                                                | Genshagen   | [ 1 ] [ 3 ]             |
| Alfred Lehmann                   | Kampfbund (KB)                                               | Berlin                             | 1893           |            |                    | kaufmännischer Angestellter                                    |                                                                              |             |                         |
| Otto Lemm (Wildau)               | Kampfbund (KB)                                               | Rottelsdorf / Mannsfelder Seekreis | 1895           | 1944       | Brandenburg-Görden | Elektromonteur                                                 | (2. Weltkrieg nicht überlebt, hingerichtet)                                  | Niederlehme | [ 1 ] [ 5 ]             |
| Erna Lugebiel                    | Kampfbund (KB)                                               | Berlin                             | 1898           | 1984       | Berlin             |                                                                |                                                                              |             | [ 6 ]                   |
| Walter Meyer                     | Kampfbund (KB)                                               |                                    |                |            |                    | Glasreiniger                                                   | (2. Weltkrieg nicht überlebt)                                                |             | [ 2 ]                   |
| Gustav Müller                    | Kampfbund (KB), KPD                                          | Berlin?                            | 1893           | 1945       | UdSSR              | Sattler, Schuhmacher                                           | Folgen der Haft                                                              |             | [ 1 ]                   |
| Edmund Pawelski                  | Kampfbund (KB)                                               | Berlin                             | 1902           | 1944       |                    | Schmied                                                        | (2. Weltkrieg nicht überlebt)                                                |             | [ 1 ]                   |
| Erwin Petsch                     | Kampfbund (KB)                                               | Labonken                           | 1914           | 1944       | Brandenburg-Görden | Technischer Zeichner                                           | (2. Weltkrieg nicht überlebt)                                                |             | [ 1 ] [ 2 ]             |
| Otto Pliquet                     | Kampfbund (KB)                                               | Sodienehlen                        | 1894           | 1944       |                    | Kontrolleur                                                    | (2. Weltkrieg nicht überlebt)                                                |             | [ 1 ]                   |
| Erich Prenzlau                   | Kampfbund (KB)                                               | Berlin                             | 1895           | 1944       | Brandenburg-Görden | Angestellter                                                   | (2. Weltkrieg nicht überlebt, Gründer, Führungsperson im Kampfbund)          |             | [ 1 ] [ 7 ] [ 8 ] [ 2 ] |
| Herbert Reinert                  | Kampfbund (KB), Arbeitersport „Fichte Berlin“                | Berlin                             | 1906           | 1944       | Berlin-Plötzensee  | Maschinenschlosser                                             | (2. Weltkrieg nicht überlebt, hingerichtet)                                  |             | [ 1 ]                   |
| Erwald Reinke                    | Kampfbund (KB)                                               | Berlin                             | 1914           | 1944       |                    | Materialausgeber, Klavierbauer                                 | (2. Weltkrieg überlebt, im April 1945 befreit aus dem ZH Coswig)             |             | [ 1 ]                   |
| Herbert Schellart                | Kampfbund (KB), SPD                                          |                                    | 1895           | 1951       |                    |                                                                | (2. Weltkrieg überlebt)                                                      |             | [ 1 ] [ 3 ] [ 2 ]       |
| Karl Scherer                     | Kampfbund (KB), KPD                                          | Berlin                             | 1900           | 1945       |                    | Dreher                                                         | (2. Weltkrieg nicht überlebt)                                                | Niederlehme | [ 1 ]                   |
| Kurt Schöne                      | Kampfbund (KB)                                               | Altwasser / Kreis Waldenburg       | 1907           | 1944       | Brandenburg-Görden | Schlosser, Radialbohrer (?)                                    | (2. Weltkrieg nicht überlebt)                                                |             | [ 1 ]                   |
| Willi Schulz                     | Kampfbund (KB)                                               |                                    | 1899           |            |                    |                                                                |                                                                              |             | [ 1 ]                   |
| Johanna Schulze (geb. Schneider) | Kampfbund (KB), KPD, Rote Hilfe                              |                                    | 1900           | 1964       |                    | Zeitungsausträgerin                                            | (2. Weltkrieg überlebt)                                                      |             | [ 3 ]                   |
| Paul Schulze „Schnecke“          | Kampfbund (KB)                                               |                                    |                | 1944       | Brandenburg-Görden | Metzger, Fleischer                                             |                                                                              |             |                         |
| Paul Schütze „Schumann“          | Kampfbund (KB), USPD, KPD, SPD                               | Mittenwalde/Teltow                 | 1891           | 1944       | Brandenburg-Görden | Kranführer                                                     | (2. Weltkrieg nicht überlebt, hingerichtet)                                  | Niederlehme | [ 1 ]                   |
| Jans Schwenke                    | Kampfbund (KB)                                               | Emden                              | 1909           | 1944       | Berlin-Plötzensee  | Dreher                                                         | (2. Weltkrieg nicht überlebt, hingerichtet)                                  |             | [ 1 ] [ 2 ]             |
| Walter Sichert                   | Kampfbund (KB), KPD                                          | Berlin                             | 1891           | 1944       | Brandenburg-Görden | Kunstmaler                                                     | (2. Weltkrieg nicht überlebt, hingerichtet)                                  |             | [ 1 ] [ 9 ]             |
| Alfred Sonneson                  | Kampfbund (KB)                                               | Atzendorf/Calbe an der Saale       | 1902           | 1944       | Brandenburg-Görden | Dreher, Schlosser, Grubenarbeiter, Bauarbeiter, Fabrikarbeiter | (2. Weltkrieg nicht überlebt, hingerichtet)                                  |             | [ 1 ]                   |
| VN: ? NN: Stiller                | Kampfbund (KB)                                               |                                    |                | 1943       |                    |                                                                | (2. Weltkrieg nicht überlebt, vermutlich Tod in der Haft, etwa 70 Jahre alt) |             | [ 1 ]                   |
| Franz Suter                      | Kampfbund (KB), Rot-Frontkämpfer-Bund (RFB), KPD             | Niederlehme                        | 1900           | 1969       |                    | Arbeiter                                                       | (2. Weltkrieg überlebt)                                                      | Niederlehme | [ 1 ] [ 3 ]             |
| Josef Szczygiel                  | Kampfbund (KB)                                               |                                    | 1896           |            |                    | Kraftfahrer, LKW-Fahrer                                        | (2. Weltkrieg nicht überlebt)                                                |             | [ 2 ]                   |
| VN ?Wellschmidt                  | Kampfbund (KB)                                               |                                    |                |            |                    |                                                                |                                                                              | Genshagen   | [ 3 ]                   |
| Albert Zimmermann                | Kampfbund (KB)                                               |                                    | 1894           | 1944       |                    | Chauffeur                                                      | hingerichtet                                                                 |             | [ 1 ]                   |